# Justus Delbrück
Justus Delbrück, né le 25 novembre 1902 à Berlin et mort le 23 octobre 1945 au camp spécial de Jamlitz (de) près de Lieberose) est un juriste allemand, résistant au nazisme.

## Biographie
Justus Delbrück appartient à une famille d'intellectuels. Son père est l'historien Hans Delbrück, sa mère Caroline Thiersch est la fille d'un professeur de chirurgie et la petite-fille du chimiste Justus von Liebig ; il fait partie d'une fratrie de sept enfants : Waldemar Delbrück (né en 1892, mort lors de la Première Guerre mondiale), Emmi Delbrück Bonhoeffer, Max Delbrück, Lore Delbrück Schmid, Hanni Delbrück et Lene Delbrück. Il épouse Ellen von Wahl-Pajus et a trois enfants.
De 1921 à 1928, il étudie le droit à Heidelberg et à Berlin. Après un référendariat auprès de la fédération impériale de l'industrie allemande, il est assesseur au gouvernement puis conseiller à Schleswig, Stade et Lunebourg. Il est membre du Parti démocrate allemand.
En 1933, il refuse d'être membre du le parti nazi et rejoint l'Église confessante. En 1935, il quitte la fonction publique et travaille dans le milieu économique. En 1938, il reprend une filature à Leipzig, qui appartenait au frère de son ami Gerhard Leibholz, d'origine juive.
En 1940, il est enrôlé dans la Wehrmacht puis devient en octobre 1941 membre de l'Abwehr de l'Oberkommando der Wehrmacht dirigé par Hans von Dohnanyi. Il appartient au cercle de résistance autour de Hans Oster, Karl Ludwig von und zu Guttenberg et Klaus Bonhoeffer, il est en contact avec d'autres groupes, notamment le Cercle de Kreisau. Après l'exclusion de l'amiral Wilhelm Canaris, il retrouve une armée de combat début 1944.
Après le complot du 20 juillet 1944, il est arrêté le 17 août par la Gestapo. Tandis que son beau-frère Klaus Bonhoeffer est condamné à mort et exécuté avec d'autres détenus le 23 avril 1945, il est libéré le même jour de la prison de Lehrter Straße, à l'approche de l'armée soviétique.
Après la fin de la guerre, Delbrück est arrêté par le NKVD le 20 mai 1945 en tant qu'« Mitarbeiter der Abwehr-Organe » (employé des organes de défense) ; il est interné au camp spécial soviétique no 6 à Francfort-sur-l'Oder le 19 juin 1945 puis est transféré en septembre 1945 au camp spécial de Jamlitz (de) en zone d'occupation soviétique qui a été installé dans un camp de concentration nazi où il meurt de la diphtérie le 23 octobre.

## Hommages
La gare voisine du camp de Jamlitz a pris de nom de Justus-Delbrück-Haus (Maison Justus Delbrück).